# Сицилийский порог
Сицилийский порог, также Африкано-Сицилийский порог или Сицилийско-Тунисский порог — находящийся в Тунисском проливе выступ Африканской платформы. Совместно с Сицилией и Апеннинским полуостровом разделяет Средиземное море на западную и восточную части. Находится на глубине ~300 метров; во время Мессинского кризиса солёности мог физически разделять воды западного и восточного Средиземноморья.
Юго-западная граница порога определяется побережьями Туниса и Ливии. Северо-западная — проводится условно по линии Бизерта — острова Кани — банка Скерки — Эгадские острова. Северо-восточная граница — побережье Сицилии. На востоке граница Мальтийский уступ (эскарп) обозначает границу с Ионическим морем и Центральным Средиземноморским бассейном. В этих пределах площадь порога составляет около 230 тысяч км2.
Порог представляет выдающийся к востоку выступ Африканской платформы и чётко разделяется на три части (по Ю. Д. Евсюкову): Тунисский шельф, Центральную и Присицилийскую области. Тунисский шельф имеет относительно выравненный рельеф, глубины его в восточном направлении возрастают до 1000—1500 м у бровки Мальтийского эскарпа — высокого и крутого материкового склона, который ограничивает с запада Центральную котловину Средиземного моря. Погружённый шельф занимает более половины Тунисского шельфа. Центральная область порога, напротив, отличается очень расчленённым рельефом. Здесь имеется целая система грабенов и горстов. Глубины в грабенах достигают 1730 м, а отдельные участки горстовых поднятий выступают над уровнем моря, образуя острова Пантеллерия, Мальта и др. Мальтийский эскарп расчленён множеством подводных каньонов, прорезан несколькими крупными подводными долинами, прослеженными на большом протяжении и на шельфе (долина Герона). Ю. Д. Евсюков считает, что Мальтийский эскарп представляет собой крупную флексуру. На южном отрезке, по Я. П. Маловицкому, она переходит в глубинный Мисуратинский разлом, с которым на Африканском континенте связан уступ плато ЭльХамра в Ливии.
В области Африкано-Сицилийского порога мощность земной коры изменяется от 30—32 до 38—40 км, кроме резко аномальной Пантеллерийской зоны глубинных разломов, где поверхность Мохоровичича воздымается до глубин менее 24 км. Переход к Африканскому континенту отмечается глубиной залегания поверхности Мохо порядка 40 км. Мощность осадочного чехла в области порога достигает 10-12 км.
Для порога характерно практически безаномальное магнитное поле.
Африкано-Сицилийский порог препятствует обмену глубинных вод западной и восточной половин Средиземного моря,  поэтому западные глубинные воды характеризуются солёностью 38,35—38,50 ‰, а восточные 38,6—38,7 ‰. Их температуры соответственно 12,6—12,7 и 13,2— 13,3 °С.

## Географические объекты
- Cицилийско-мальтийский уступ (англ.) (англ. Malta Escarpment, англ. Sicily-Malta Escarpment).
- Банка Скерки (англ.) (англ. Skerki Bank, итал. Banco Scherchi).—
- Острова Кани (англ.) (англ. Cani Islands, фр. Îles Cani).
- Эгадские острова (англ.) (англ. Aegadian Islands, итал. Arcipelago delle Egadi).
- Долина Герона (англ.) (англ. Heron Valley).
- Каньон Герона (англ.) (англ. Heron Canyon).